# Station Morcenx
Station Morcenx is een spoorwegstation in de plaats Morcenx, in de Franse gemeente Morcenx-la-Nouvelle.